# Otenásio Matias (jornalista)
Otenásio Albano Ramires Matias,  mais conhecido  como Otenásio Matias (Huambo, 6 de julho de 1988) é um jornalista angolano, natural do Huambo. Com mais de uma década na Rádio Mais, foi considerado como  a voz de maior audiência no planalto central, "(Huambo)" é o terceiro   jornalistas mais ouvido de Angola.

## Biografia
Otenásio Matias, viveu em Benguela, nas terras de acácias rubras,  durante a sua infância. O seu subgrupo étnico está localizado a sul de Angola, é casado com  Mara Teresa, pai de 4 filhos,  formou-se em direito na universidade Agostinho Neto em Nova Lisboa, actual cidade do Huambo.

## Reconhecimento
Otenásio Matias é a voz mais ouvida na província do Huambo, segundo os resultados do estudo conduzido pela MIRA (Market Research & Business Intelligence) no primeiro trimestre de 2024, que  revelaram uma clara preferência dos angolanos pelo apresentador Otenásio Matias, facto que o coloca em terceiro lugar nos jornalistas mais ouvidos de Angola.Já fez transmissão  rádiojornalistica para  o  "Hoje é Notícia" da  Rádio e Televisão de Portugal.«Otenásio Matias rádio mais». Hoje é Notícia. Episódio 23. 24 Abril 2023. RTP

## Início da Carreira
Otenásio, começou a sua carreira profissional em 2009, quando a Rádio Mais lançou o seu primeiro sinal na província do Huambo.
Antes disso, já apresentava alguns programas ligados à prevenção rodoviária na Rádio Huambo.
Despertou a sua paixão pelo jornalismo radiofónico desde cedo sendo influênciado por ouvir programas de rádio como Caluanda Pió e Almira Gria, durante o período que viveu em Benguela.